# معركة المضيع
مَعرَكَةُ المُضَيَّع هي معركةٌ كُبرى وقعت عند نهرس الهرماس في ربيع الأوَّل 486هـ المُوافق فيه نيسان (أپريل) 1093م دارت رحاها بين قوات الدولة العُقيليَّة بِقيادة إبراهيم بن قُريش والقوات السلجوقيَّة بِقيادة تُتُش بن ألب أرسلان. انتهت المعركة بانتصار السلاجقة ومقتل الأمير إبراهيم العُقيلي وعدد من الأُمراء، ويُنقل أن نساء بني عُقيل عمدن إلى إلقاء أنفُسهن في نهر الفُرات خشية ما قد يلحقُهُن من العار على أيدي الغُزاة.

## انظُر أيضًا
- حصار الموصل (1096)
- الدولة العقيلية
- الدولة السلجوقية